# 유비 (증향후)
유비(劉閟, ? ~ ?)는 전한 말기의 제후로, 초효왕의 손자이자 음평희후 유회의 아들이다.

## 행적
원시 원년(1년), 증향후(承鄕侯)에 봉해졌다.
증향후 비 8년(8년), 전한이 멸망하여 작위가 박탈되었다.

## 출전
- 반고, 《한서》 권15하 왕자후표 下

| 선대 (19년 전) 유덕천 | 전한의 증향후 1년 2월 병오일 ~ 8년 | 후대 (전한 멸망) |